# Туман яром, туман долиною
«Тума́н я́ром, тума́н долино́ю» («Туман яром, туман долыно́ю», «За туманом ничего не видно»; укр. «Туман яром, туман долино́ю»; бел. Туман ярам, ярам-даліною) — любовно-лирическая украинская народная песня, признанная образцом украинского классического народно-песенного исполнительства в исполнении Национального народного хора Украины им. Верёвки. На Украине песня известна в Сумской, Винницкой, Киевской, Хмельницкой и Харьковской областях. У русских — в соседних с Украиной Брянской, Курской, Белгородской, Воронежской областях России, а также у кубанских и семиреченских казаков. У русских она существует как в украинском, так и в русском вариантах. Известен и белорусский вариант.

## Описание
В песне поётся о начинающейся любви. Девушка, «смутившая» сердце казака, спрашивает: «Кто ж со мною на рушничек станет?», подразумевая ввиду стояние на рушнике во время венчания в церкви. 
В селе Щучье (Лискинский район Воронежской области) записан известный украинский вариант песни:
Туман яром, туман долыно́ю.

За туманом нічого нэ видно.

Тільки видно дуба зелено́го. 

Під тим дубом крыниця стояла. —

С тій криниці дівка воду брала.

Упуспустила золотэ відерце, — 

А кто ж тоэ ведерце достане?

Засмутила козакові серце...
В вариантах песни, записанных в молдавских сёлах с украинским населением Дану и Новые Лимбены, девушка не соглашается выходить замуж за отозвавшегося казака:
Лучче мені ведерца не мати,

Чем з тобою на рушничок стати.
Длительное совместное проживание русских и украинцев на русско-украинском пограничье, их тесные хозяйственно-экономические связи привели к значительному взаимопроникновению культур. Песня получила широкое распространение в русских селах. Русский текст её в основном совпадает с украинским. Изменяются только зачины: «Туман ярый, роса долиною», «Туман ярый, россыпь долиною». В некоторых отсутствует первая строка зачина и песня начинается сразу со второй строки. Больше всего отличий от украинского в песне, записанной в селе Борки Воронежской области: «Туман туманится, за туманом да ничего и не видно». Для украинской песни, в отличие от русской, характерна свадебная символика.
В русском варианте текста иногда даётся реалистическая сцена без иносказательности:
А под дубом одна девка стояла,

Ой, с парнем речи говорила.

Не женись-ка парень, парень,

Ярый паренечек,

Хоть один годочек!

А я, красна девка,

Вырасту на один да вершочек.
Впервые со сцены песня исполнена Национальным народным хором Украины Григория Верёвки в послевоенное время.